# وادي سمنان
وادي سمنان من أهم أودية الزلفي، ينحدر من جبل طويق ويتجه غرباً ويتفرع قبل مركز الروضة -الحيطان- إلى فروع عدة تحيط بالبلدات القديمة بالزلفي. وهو ملاصق لمدينة الزلفي من الجنوب الشرقي، يبدأ من أعالي جبل طويق فوق مليح ثم تتجمع الشغايا والشعاب وتتوجه من الجنوب إلى الشمال ثم يتعمق الوادي ويكبر ويميل إلى الشمال الغربي. وبعد 20 كم من أعاليه يصل إلى اطراف مدينة الزلفي فالقا جبل طويق ومنها يتوج غربا تاركا الزلفي يمينه إلى ان يصل النفود بعد 6 كم من مخرجه من الجبل.
وقديما تكاد تعتمد الزلفي وبعض قراها بعد الله على هذا الوادي، مورداً للمياه السطحية والمياه الجوفية غير العميقة، حيث تتميز بكثرة سيوله وندرة سنوات جفافه.

## التسمية
سمنان ماء ومنهل قديم من مناهل الجاهلية وهذا الاسم منذ العهد الجاهلي وإلى اليوم. وقد ورد ذكر سمنان في الكتب والمعاجم القديمة. وكان سمنان مأهولاً بالسكان منذ القدم وفيه نشاط زراعي وتجاري واجتماعي.
قال ياقوت الحموي: «سمنان قرية في ديار تميم قرب اليمامة.»، قال زياد بن منقذ:
وللمرار الشاعر أخو زياد بن منقذ، شعر في ذكر لسمنان، حيث قال:
قال ابن بليهد في كتابة صحيح الأخبار: «سمنان قرية بطرف جبل اليمامة الشمالي، وقد اشتهر سمنان منذ القدم بالنخل.»
وذكره أبو حاتم السحبتاني في كتابة (النخل) حيث قال:

## الموقع
يبدأ سمنان من الجنوب خط عرض 26.083662 شمالاً وخط طول 44.571274 شرقياً، وهي منطقة الحزوم الفاصلة بين وادي الحسكي شرقاً ووادي مليح غرباً، ووادي عضيدان جنوباً وما سال من ناحية الشمال فهو إلى وادي سمنان، ويلحظ وجود حزم ممتد ومتصل يفصل بين وادي سمنان ووادي الحسكي على طول مجراهما حتى ينحرفان كل باتجاه، هذا ناحية الشمال الشرقي يصب في وادي مرخ، وهذا يتجه إلى الشمال الغربي ليستقر في لغف النفوذ الشرقي لرمال الثويرات، وببلغ طول مجرى وادي سمنان مع أبعد روافده ما يقارب 21 كم.

## الآبار والبيوت
تميز سمنان بجودة أرضه وكثرة سيله، وقد كان قبل عام 1348هـ أرضاً منبسطة تشابه الكف في أنبساطها، خالية أرضه من الصخور والحجارة، تحتوي على طبقة طينية خصبة، فلما كثرة فيه الأملاك ووضعت السلاسل والعراص والوضائم والآبار وحبست أرضه، أتى في هذا العام سيل عرموم أزال كثير من سلاسل أملاكه وأبراج مقاصيره التي وضعت للحماية والمراقبة وقت الأخذ والسلب والخوف، فانحرفت أرضه واستمرت السيول المتتالية تحفر أرضه وتظهر الصخور وتزيل الطبقة الطينية وقد ساعدت طرق السيارات فيما بعد، عمل ذلك بصورة سريعة، فأصبح الوادي وعر حتى تم عمل طريق ترابي ومن ثم عبد كما هو اليوم.
ومن المعلوم أن سمنان يتكون من حيين صغيرين يفصل بينهما الوادي، الأول وهو الأقدم: القصر الشمالي، حيث يوجد به المسجد الجامع والذي قام ببنائه هو محمد بن حماد بن غانم الحمادي جد أسرة الحمادي، وقد كانت المنازل تحيط به إحاطة تامة وفي منازل أسرة الحمادي والفرج والخضير والعصيمي، وقد أصبحت مساحته صغيرة جداً بسبب تغير مجرى الوادي وإحاطة الأملاك فيه، ثم أنتقل أهالي سمنان إلى السٌكنى في الحي الثاني والذي يسمى القصر الجنوبي وقد كانوا يصولون قديماً بالمسجد الشمالي.
ثم بعد ذلك قامت أسرة الحمران ببناء مسجد لهم بين أملاكهم في عام 1344هـ فأصبح كل من يسكن سمنان يبني له بيتاً في هذا القصر لاتساع أرضه وارتفاعها عن خطر السيول.

## عمارة الأبنية
تتميز عمارة الأبنية بالجدران السميكة والنوافذ الصغيرة، وتلاصق البيوت وضيق الممرات بينها لتقليل المساحات المعرضة لشمس، كما تبدو المنازل في الشكل العام ذات تصميم متماثل لا يزيد ارتفاهها عن دورين، وتتسم ببساطتها وتجانسها، والمادة المستخدمة في البناء الطين (اللبن) التي يتم تقويته بالتبين، أو بالحصى والحجارة الصغيرة، ويتم طلاء المباني غالباً بطبقة من الطين أو الجص، وترتكز المباني على أساسات من الحجر الذي يستخدم في عمل أعمدة اسطوانية من قطع مسطحة تسمى الخرز، وتم إنشاء الأشقف بعوارض من جذووع أشجار الأثل ثم يرصف فوقها طبقة من جريد وسعف النخيل، ليتم بعدها صب طبقة طينية لمنع تسرب الماء، ولوحظ وجود نقوش جصية على الجدران الداخلية لبعض المنازل، وتكون عادة في غرف الاستقبال أو مايعرف بالقهوة، وقد أصيب التهدم الكثير من أجزائها نتيجة للعوامل الجوية وهجر المباني التراثية من قبل سكانها.